# Eubrianax edwardsii
Eubrianax edwardsii är en skalbaggsart som först beskrevs av Leconte 1874.  Eubrianax edwardsii ingår i släktet Eubrianax och familjen Psephenidae. Inga underarter finns listade i Catalogue of Life.